# В чужій шкірі
«В чужій шкірі» (ісп. En otra piel) — американський телесеріал 2014 року в жанрі драми, фантастики, мелодрами, який створила компанія Telemundo Studios. У головних ролях — Марія Еліза Камарго, Хорхе Луїс Піла, Девід Чокарро, Ванесса Віллела, Лаура Флорес.
Перша серія вийшла в ефір 18 лютого 2014 року.
Серіал має 1 сезон. Завершився 154-м епізодом, який вийшов в ефір 29 вересня 2014 року.
Режисер серіалу — Луїс Манзо, Рікардо Шварц, сценаристи — Магда Крісантес, Філіп Еспінет, Луїс Мігель Мартінес, Лаура Соса.
Серіал є адаптацією колумбійського серіалу «В сторонньому тілі», 1992 року.

## Сюжет
Всесвітньо відома піаністка Моніка Серрано всього в житті досягла сама: і популярності, і багатства. Але, як відомо, там, де багатство — там і заздрість, інтриги, зрада. Особливо страшно, коли зраджують близькі та кохані люди. Племінниця всіма силами прагне заволодіти її станом, заради своєї мети вона готова піти на все. Засліплена жагою до багатства, вона за допомогою коханої людини тітки домагається свого: Моніка трагічно гине. Душа Моніки не знаходить спокою, всіма силами чинить опір смерті, в страху за майбутнє своїх дітей шукає шлях для повернення назад…

## Сезони
| Сезон | Епізоди | Епізоди | Оригінальний показ | Оригінальний показ | Оригінальний показ |
| Сезон | Епізоди | Епізоди | Перший показ       | Останній показ     | Мережа             |
| ----- | ------- | ------- | ------------------ | ------------------ | ------------------ |
| 1     | 154     | 154     | 18 лютого 2014     | 29 вересня 2014    | Telemundo          |

## Актори та ролі
| Актор               | Роль                                                       |
| ------------------- | ---------------------------------------------------------- |
| Марія Еліза Камарго | Адріана Агілар / Моніка Серрано де Ларреа / Моніка Арреага |
| Хорхе Луїс Піла     | Херардо Фонсі / Хуан Херардо Суарес                        |
| Девід Чокарро       | Дієго Очоа                                                 |
| Ванесса Віллела     | Олена Серрано Каталан                                      |
| Лаура Флорес        | Моніка Серрано де Ларреа                                   |
| Плутарко Хаза       | Карлос Рікальде / Рауль Камачо                             |
| Марісела Гонсалес   | Сельма Карраско Паркер                                     |
| Гільєрмо Кінтанілья | Родріго Канту                                              |
| Глорія Перальта     | Марта Суарес                                               |
| Хав'єр Гомес        | Хуліан Ларреа / Хорхе Ларреа                               |
| Карен Сентьєс       | Лорена Серрано                                             |
| Кендра Сантакруз    | Каміла Ларреа Серрано                                      |
| Мартін Барба        | Рікардо Канту                                              |
| Гала Монтес де Ока  | Еміліана Ларреа Серрано                                    |
| Сільвана Аріас      | Мейт Гонсалес                                              |
| Олександра Помалес  | Валерія                                                    |
| Альба Ракель Баррос | Гвадалупе Кортес «Донья Лупе»                              |
| Адріан Карвахаль    | Ернесто Суарес                                             |
| Беатріс Монрой      | Вікторія «Вікі» Андраде                                    |
| Хонатан Фреудман    | Габріель Канту                                             |
| Маріелена Давіла    | Дженніфер Фуентес                                          |
| Едуардо Ібаррола    | Мануель Фігероа                                            |
| Хуаніта Аріас       | Ейлін Паркер Карраско                                      |
| Даніела Масіас      | Сюзанна                                                    |
| Омар Херменос       | Естебан Лазо                                               |
| Густаво Педраса     | Ель Ротвейлер                                              |
| Яміль Сесін         | Фульхенсіо Сото «Ель Пачуко»                               |
| Роберто Плантьє     | Едвард "Едді"                                              |
| Лучано Капдевіла    | Ель Чаладо                                                 |
| Франсіско Поррас    | Мартін                                                     |
| Беттіна Гранд       | Луз Маріна                                                 |
| Оскар Пріего        | Хасінто Агілар                                             |
| Рубен Моралес       | Дон Маріо                                                  |
| Діана Франко        | Шанталь                                                    |
| Віктор Корона       | Ісус "Чоко"                                                |
| Френк Гусман        | Ель Раядо                                                  |
| Маріелена Самора    | Ріта Гарсія                                                |

## Аудиторія
| Сезон | Країна | Розклад       | Серії | Перший ефір         | Перший ефір        | Останній ефір        | Останній ефір      | Середня кількість глядачів (мільйони) |
| Сезон | Країна | Розклад       | Серії | Дата                | Глядачі (мільйони) | Дата                 | Глядачі (мільйони) | Середня кількість глядачів (мільйони) |
| ----- | ------ | ------------- | ----- | ------------------- | ------------------ | -------------------- | ------------------ | ------------------------------------- |
| 1     | США    | 20:00 — 21:00 | 154   | 18 лютого 2014 року | 1,153              | 29 вересня 2014 року | х                  | х                                     |

## Нагороди та номінації
| Рік      | Нагорода                           | Категорія                      | Номінант            | Результат |
| -------- | ---------------------------------- | ------------------------------ | ------------------- | --------- |
| 2014 рік | Premios Tu Mundo                   | Теленовела року                | В чужій шкірі       | Номінація |
| 2014 рік | Premios Tu Mundo                   | Улюблений герой                | Хорхе Луїс Піла     | Номінація |
| 2014 рік | Premios Tu Mundo                   | Улюблений герой                | Девід Чокарро       | Номінація |
| 2014 рік | Premios Tu Mundo                   | Улюблена героїня               | Марія Еліза Камарго | Номінація |
| 2014 рік | Premios Tu Mundo                   | Улюблена героїня               | Лаура Флорес        | Номінація |
| 2014 рік | Premios Tu Mundo                   | Найкраща акторка другого плану | Сільвана Аріас      | Номінація |
| 2014 рік | Premios Tu Mundo                   | Заслужений актор               | Гільєрмо Кінтанілья | Номінація |
| 2014 рік | Premios Tu Mundo                   | Заслужений актор               | Хав'єр Гомес        | Номінація |
| 2014 рік | Premios Tu Mundo                   | Молода акторка                 | Гала Монтес де Ока  | Номінація |
| 2014 рік | Premios Tu Mundo                   | Молода акторка                 | Кендра Сантакруз    | Номінація |
| 2014 рік | Premios Tu Mundo                   | Злодійка                       | Ванесса Віллела     | Номінація |
| 2014 рік | Premios Tu Mundo                   | Злодій                         | Плутарко Хаза       | Номінація |
| 2014 рік | Premios Talento Caracol (Колумбія) | Найкраще іноземне виробництво  | В іншій шкірі       | Номінація |
| 2015 рік | Miami Life Awards                  | Молодий актор                  | Хонатан Фреудман    | Номінація |
| 2015 рік | Miami Life Awards                  | Злодійка                       | Ванесса Віллела     | Номінація |
| 2015 рік | Miami Life Awards                  | Заслужений актор               | Гільєрмо Кінтанілья | Номінація |
| 2015 рік | Miami Life Awards                  | Головна акторка                | Марія Еліза Камарго | Номінація |
| 2015 рік | Miami Life Awards                  | Теленовела року                | В чужій шкірі       | Номінація |

## Інші версії
| Рік  | Країна   | Українська назва   | Оригінальна назва   | Кількість | Кількість | В головних ролях | Компанія                                 | Канал                    |
| Рік  | Країна   | Українська назва   | Оригінальна назва   | сезонів   | серій     | В головних ролях | Компанія                                 | Канал                    |
| ---- | -------- | ------------------ | ------------------- | --------- | --------- | --- | ---------------------------------------- | ------------------------ |
| 1992 | Колумбія | В сторонньому тілі | En cuerpo ajeno     | 1         | 244       | Ампаро Грісалес, Даніло Сантос, Армандо Гутьєррес, Хуліо Медіна                                                                | RTI Colombia                             | Canal 1                  |
| 2005 | США      | Друге життя        | El cuerpo del deseo | 1         | 145       | Андрес Гарсія, Лорена Рохас, Маріо Сімарро, Мартін Карпан                                                                      | RTI Televisión, Telemundo Studios        | Telemundo                |
| 2016 | Уганда   | Другий шанс        | Second Chance       | -         | -         | Стелла Нантумбве, Роджер Магіша, Лаура Кахунде, Хаузен Мушема                                                                  | Phaz Motion Pictures                     | NTV Uganda               |
| 2018 | Мексика  | Кохати до смерті   | Amar a muerte       | 1         | 87        | Анжеліка Боєр, Мішель Браун, Алехандро Нонес, Артуро Барба, Макарена Ачага, Клаудія Мартін                                     | Televisa, W Studios, Lemon Studios       | Univision, Las Estrellas |
| 2023 | Таїланд  | Другий шанс        | ชีวิตภาคสอง           | 1         | 19        | Джираю Тантракул, Кріс Хорванг, Сіріторн Ліарамват, Равіянун Такерд, Тайотсаторн Вайчайя, Хомкрит Дуангсуван, Ноппол Гомарачун | The One Enterprise, NBCUniversal Formats | One31                    |